# フィルメーション
フィルメーション・アソシエイツとは、1962年から1981年まで存在したアニメーションの製作会社、アメリカ合衆国カリフォルニア州のリシーダに本社スタジオがあった。本社の創設者はノーム・プレスコット、ルー・シェイマー、ハル・サザーランド。

## 製作
ルー・シェイマーとフィルメーションのメインディレクターであるハル・サザーランドは、1957年にテレビ放送用のアニメ『ボゾ』と『ポパイ』をラリー・ハーモン・ピクチャーズで制作する際に出会った。ラリー・ハーモンは最後、1961年までに自身のスタジオを閉鎖。シェイマーとサザーランドは、トゥルーラインという小さな会社に勤務し、その会社の所有者の1人はマークス・リップスキーで、ホイップクリームの会社「レディーウィップ」を経営していた。シカゴにアメリカ支社を持つ日本企業「SIBプロダクション」から「ロッド・ロケットというアニメを制作してみないか？」という話を持ちかけられた。2人はこの仕事を参加することに同意し、ミズーリ・シノッド（ルーテル教会）が保有するファミリー・フィルムズのためにキリストの生涯に基づく10本の短編アニメ作品のプロジェクトも参加した。その後、パラマウント・ピクチャーズがSIBプロダクションを買収し、トゥルーラインのスタッフが増員されたが、中には同社のパートナーに就任した元ラジオDJのノーム・プレスコットも含まれた。彼はすでに、主にベルヴィジョン・スタジオによって制作された、宇宙におけるピノキオのアニメ化に取り組んでいた。プレスコットはすでに、ベルヴィジョン・スタジオ製作の長編アニメ映画『ピノキオの宇宙大冒険』に取り組んでいた。

## 歴史
その後、シェイマーとサザーランドはトゥルーラインを離れ、シャイマーはジレットや他のスタッフと共にテレビCMを製作した。これがフィルメーションの誕生である。彼はハーモンのもとで働いていたが、同社から退職したアイラ・エプスタイン弁護士に出会い、シェイマー、サザーランドと一緒に新しい会社を設立した。1962年9月、「フィルメーション・アソシエイツ（Filmation Associates）」に社名変更したが、その名称には「We were working on film, but doing animation（我々は映画作りだけでなく、アニメ作りの仕事もしている）」という意味が込められている。この「映画」と「アニメ」を組み合わせることで 「フィルメーション」が生まれた。
『ロッド・ロケット』と『life of christ』は、シェイマーとサザーランドが監督を務めたことだけでなく、フィルメーション・アソシエイツも参加していた。
ノーム・プレスコットは、MGMの映画作品『オズの魔法使い』 (1939年) の続編アニメである『ジャーニー・バック・トゥ・オズ』をフィルメーション初のビッグ・プロジェクトとして持ち込んだ。このプロジェクトは1962年に始まり、ストーリーボード、録音、楽曲スコア、アニメの殆どのシーンが完成していたが、金銭的な問題のためにプロジェクトは約8年に渡って延期された。
一方、新しい映画制作会社は、さらに成功を収めた媒体であるテレビ局に目を向けた。それから数年間、彼らは他社のためにテレビCMや他のプロジェクトに取り組んでいる中、テレビアニメ作品『マルクス・ブラザーズ』のパイロット映画を製作するも失敗に終わる。さらに、少年と犬を題材とした 『ジ・アドベンチャーズ・オブ・スタンリー・ストゥート』 (後に 「ヤンク・アンド・ドゥードゥル」 に変更) というアニメシリーズを制作するもヒットせず、廃盤寸前に追い込まれた。
そして『DCコミックス』の編集者であるモート・ワイジンガーから「スーパーマンのアニメを製作してほしい」と頼まれた。この『スーパーマン』は1966年9月10日に米国で放送され、後に本社が関わった他のDCコミックのヒーローアニメ作品も放送され、1968年にはアーチーでなくっちゃ!が放送されるようになった。どのシリーズもフィルメーションが関わっており、人気のある作品ばかりだった。
フィルメーションが最後に制作したのは、製作から5年後の1993年の長編映画『Happily Ever After』 (白雪姫の続編) だった。この映画の終盤時点で、バグズバーグ（Bugzburg）（「ピノキオ 新しい冒険」のスピンオフ作品) とブラボ (Bravo）（ブレイブ・スターのスピンオフ作品) という2つの新作アニメの制作が行われていた。
1989年、ウェスティングハウスは「フィルメーション」をフランスのコスメ会社「ロレアル」を中心とする企業連合「パラヴィジョン・インターナショナル」に売却。しかしウェスティングハウスは、売却を終わらせる前の1989年2月3日に映画スタジオを閉鎖させたため、ロレアルはフィルメーションの作品をライブラリーとして保有することになった。

## 作品の所有権
同スタジオの知的財産は、これまでに複数の会社によって譲渡されている。フィルメーションが製作していた多くの作品は(特に『アーチー』)、1995年にホールマーク・カードに売却され、同社の子会社であるホールマーク・エンターテインメントが管理していた。それ以外のフィルメーション作品は、他社から許諾を得たキャラクターをベースにしているため、他のスタジオ (CBSメディア・ベンチャーズ、ワーナー・ブラザース、DCコミックスなど) が管理している。
2004年3月、ホールマークが所有していたフィルメーション・インハウス・ライブラリーの所有権がエンターテインメント・ライツに売却された。その後、ホールマークが1990年代にフィルメーション作品陣を全てデジタル形式に変換する際、オリジナルのネガフィルムと印刷ロールだけでなく、フィルメーションが所有していた音源マスターなどの記録資料も廃棄され、PAL形式のコピーしか作られなかったことを明らかにした。これについてはホールマークは延べなかったが、フィルメーションの番組を海外限定で販売するという方針を取っていたことをファンに黙っていた。その結果、エンターテイメント・ライツが発売したDVD（アメリカでは同社の発表前にBCI Eclipse LLCが配給）の多くは、 PAL方式の国際バージョンをベースにしていた。これはPAL方式を採用していたため、調整を行わずに再生するとサウンドトラックの再生速度が通常より4%速くなり、音程が従来よりも半分高くなるため、576iの速度向上効果が得られるのである (詳細についてはPALおよびテレシネを参照)。
ただし、ERのライブラリーにある『幽霊城のドボチョン一家』、『Ark II』、『ゴースト・バスターズ』（コロンビア・ピクチャーズ テレビジョンとDICエンターテイメントが所有する『リアル・ゴーストバスターズ』とは異なる作品）の3つは無関係である。特に『ゴースト・バスターズ』のテレビドラマでは、多くのフィルメーション番組と違ってフィルムではなくテープをNTSC形式で撮影していたため、PAL方式から提供されても映画制作者から提供された素材のみに限定され、576iの高速化は行わなかった。それ以外ではパラマウント・テレビジョン（現・CBSスタジオ）が所有している『まんが宇宙大作戦』や、ホールマークへ売却される数年前の主要コンテンツ作品が著作権所有者に譲渡されており、これらの作品には シャザムのテレビドラマ『Shazam!』（ワーナー・ブラザース/DCコミックス）などが挙げられる。
2009年4月1日にブーメラン・メディアがエンターテイメント・ライツを買収することが発表され、2009年5月11日にエンターテイメント・ライツの子会社および本社がクラシック・メディアとして合併されることが発表された。
2012年、ドリームワークス・アニメーションが映像ライブラリーを保有するクラシック・メディアを買収することを発表。ドリームワークス・アニメーションとその番組ライブラリーは、2016年8月22日にフィルメーション作品 (『The New Adventures of Gilligan』、『まんが宇宙大作戦』など、他社が権利を所有する作品を除く) を含めてユニバーサル・スタジオに38億ドルで買収された。

## アニメの表現
サタデー・モーニング・カートゥーンズのテレビアニメを制作している他の制作陣のように、フィルメーション社も品質より分量が重視だった。同社は通常のアニメーション作品よりも最高の作品を作ろうと何度も努力を重ね、史上最高のテレビアニメを制作した。最も有名なアニメ作品では『まんが宇宙大作戦』であり、当時大人気だったサイエンス・フィクションの脚本家が参加し、出演者のほとんどが主演した。他にも『Flash Gordon:The Greatest Adventure of All』という全16話の連続アニメ映画があるが、この映画はNBCで3回しか放映されなかった。後1つはビル・コスビー制作・主演作品『Fat Albert and the Cosby Kids』であり、教育分野に力を入れたシリーズだった。『He-Man and the Masters of the Universe』ではマテル社の人気玩具作品を基に製作されており、アメリカ合衆国で1980年代に放送されたテレビアニメを番組販売する形で複数のテレビ局が放送した（これはアメリカ国外でも放送されたが、日本では放送されなかった）。

### 作品のクオリティ
フィルメーションは、アニメの表現をより良い方に使ってユニークな印象を与える多数のアニメ作品を制作していることで知られており、その手法は広く知られていた。後年にはロートスコーピングが多用されるようになり (ターザン、フラッシュ・ゴードン作品陣に続く) 、さらに同じアニメーション映像を繰り返し再利用して、フィルメーションの表現法を一目でわかるように工夫したという。この一例は、シーラ姫とヒーマン王子の変身シーンで見ることができる。
1秒あたりの最大フレーム数 (fps) が、フィルムでは標準の24fps、ビデオでは25/30fps未満に限られているため、アニメ映画ではクオリティが低いように見えることが頻繁にあった。この欠陥を補正するためにコマを繰り返すと、不自然で低予算のような仕上がりになってしまうためである。なお、映像素材を頻繁に使うことで制作費を節約できたが、継続性が失われることもあった。これは場面を置くのに十分な長さだが、眼では説明できないようなミスに気がつかないうちに、わずか1秒か2秒でストック・ショットから別の形へ切り替えることで対応された。アクション向けアニメ作品でみられるような高速ジャンプするシーンとは異なり、フィルメーションのもう1つの特徴としては、撮影時に静止画を何度も長く使うことによって特大の背景画をカメラでパンを少しずつ動かすことで、通常では不可能なシーンを埋めることができる。
フィルメーションは、他のアニメ技術の先駆者でもあり、特に『フラッシュ・ゴードン』では、エネルギー・フィールドを表現するためのモアレ効果 この技術は(後に『ヒーマン王子』や『シーラ』で使われた) など、アメリカのアニメで初めてバックライト効果が採用された、ただし日本では既に使われている。
同社はまた、デジタル化されたカメラの動作制御装置と高解像度フィルムを使って、黒色の背景に白い輪郭の小さな黒い絵を撮影し、そのネガを1コマずつアセテートフィルムに転写した上でアニメのセル画を手作業で描くという独自の3Dアニメ製作手法も生み出した。これは、現代における2Dアニメ作品が3DCGアニメとして利用される前から存在する。これを採用することで立体感が生まれ、ディズニーはこれまでにも『101匹わんちゃん』などの長編映画で採用してきた。しかし、細かい部分を動かす度に一部の線が見えなくなったりすることから、絵のちらつきが目立ってしまうこともある。多数のアメリカの映画製作会社とは異なり、フィルメーションは多くの作品をアメリカ以外の映画製作会社に依頼することはなかった。『ゴースト・バスターズ』と『ブレイブスター』は、どのエンディングでも「made entirely in the U.S.A.」と表記している（意味は「アメリカ合衆国で制作された作品」）。本社のライバル企業であるハンナ・バーベラでは、最終作品のクレジット (制作ロゴが出る前) では 「ハンナ・バーベラ・プロダクション」 と表記せず、台湾にあるワン・フィルム・プロダクション/カッコウズ・ネスト・スタジオ (H-B社の傘下であるフィリピン・フィル・カートゥーンズ) との共同制作となる。しかし、ハンナ・バーベラが怪傑ゾロのアニメ版『快傑ゾロ』を制作する際、フィルメーションは外部委託に1回だけ就任し、東京映画新社によってアニメ化されたが、絵コンテや作画を担当したのはフィルメーション自身だった。前述した通り、フィルメーションは基準を越えるために色々と努力してきた。同社のアニメに使われている効果音はハンナ・バーベラから再利用されているため、視聴者でもよく耳にすることがあり、同社が1966年から1967年まで製作していたDCコミックスのアニメ作品では、リアル感たっぷりな効果音を採用している。
フィルメーションは、長年に渡って制作された実写映画『ラッシー』のアニメ版『Lassie's Rescue Rangers』でも特に厳しい指摘を受けた。フィルメーションは、長年に渡って制作された実写映画『ラッシー』シリーズのアニメ版『Lassie's Rescue Rangers』でも特に厳しい指摘を受けた。ラッシーの生みの親であり、トレーナーでもあるラッド・ウェザーワックス氏は、この作品に対し「こんなのラッシーじゃない、全くの別物だ!」 と語った。全米放送事業者協会は、フィルメーションが『ラッシー』の作品を「暴力、犯罪、暴言」で台無しにしたと強く訴えた。

## 主な作品

### テレビ番組

#### 1960年代
| 作品名 | 年              | 放送局   | 備考                                                                     | 共同製作                                  | 全話数                             |
| --- | --------------- | -------- | ------------------------------------------------------------------------ | ----------------------------------------- | ---------------------------------- |
| ロッド・ロケット | 1963年          | 番組販売 |                                                                          | SIBプロダクション                         | 全65話                             |
| スーパーマン新冒険 | 1966年 – 1970年 | CBS      | DCコミックス作品「スーパーマン」をベースとしたアニメ作品                 | DCコミックス                              | 全68話                             |
| The Adventures of Superboy | 1966年 – 1969年 | CBS      | DCコミックス作品「スーパーマン」をベースとしたアニメ作品                 | DCコミックス                              | 全34話                             |
| Journey to the Center of the Earth | 1967年 – 1969年 | ABC      |                                                                          | 20世紀フォックステレビジョン              | 全17話                             |
| The Superman/Aquaman Hour of Adventure - アクアマン - スーパーボーイ - スーパーマン - ティーン・タイタンズ - ザ・フラッシュ - ザ・アトム - グリーン・ランタン - ホークマン - ジャスティス・リーグ・オブ・アメリカ | 1967年 – 1968年 | CBS      | DCコミックス作品「スーパーマン」と「アクアマン」をベースとしたアニメ作品 | ドゥカヴニー・プロダクション DCコミックス | DCヒーローのエピソードを交互に放送 |
| ミクロ決死隊 | 1968年 - 1969年 | ABC      | 1966年の映画「ミクロの決死圏」をベースとしたアニメ作品                   | 20世紀フォックステレビジョン              | 全17話                             |
| アクアマン | 1968年 – 1970年 | CBS      | DCコミックス作品「アクアマン」をベースとしたアニメ作品                   | DCコミックス                              | 全68話                             |
| アーチーでなくっちゃ! | 1968年 – 1969年 | CBS      | アーチー・コミック原作のテレビアニメ                                     | アーチー・カンパニー                      | 全17話                             |
| The Batman/Superman Hour - まんがバットマン - スーパーマン - スーパーボーイ | 1968年 - 1969年 | CBS      | DCコミックス作品「スーパーマン」と「バットマン」をベースとしたアニメ作品 | ドゥカヴニー・プロダクション DCコミックス |                                    |
| まんがバットマン | 1968年 – 1970年 | CBS      | DCコミックス作品「バットマン」をベースとしたアニメ作品                   | ドゥカヴニー・プロダクション DCコミックス | 全17話                             |
| The Archie Comedy Hour - かわいい魔女サブリナ | 1969年 – 1970年 | CBS      | アーチー・コミック原作のテレビアニメ                                     | アーチー・カンパニー                      |                                    |
| The Hardy Boys | 1969年 – 1971年 | ABC      | 「The Hardy Boys」原作のアニメ作品                                       |                                           | 全17話                             |

#### 1970年代
| 作品名 | 年               | 放送局   | 備考 | 共同製作                                          | 全話数 |
| --- | ---------------- | -------- | --- | ------------------------------------------------- | ------ |
| Archie's Funhouse | 1970年 - 1971年  | CBS      | アーチー・コミック原作のテレビアニメ |                                                   | 全23話 |
| Will the Real Jerry Lewis Please Sit Down | 1970年 – 1972年  | ABC      | ジェリー・ルイスの映画「The Family Jewels」に登場するキャラクターをベースに製作されたアニメ作品 |                                                   | 全18話 |
| Sabrina and the Groovie Goolies - かわいい魔女サブリナ - 幽霊城のドボチョン一家 | 1970年 – 1974年  | CBS      | アーチー・コミック原作のテレビアニメ | ザ・サブリナ・カンパニー                          | 全16話 |
| まんがファニー | 1971年 – 1973年  | CBS      | アーチー・コミック原作のテレビアニメ |                                                   | 全16話 |
| Fat Albert and the Cosby Kids | 1972年 – 1976年  | CBS      | |                                                   | 全36話 |
| The Brady Kids | 1972年 – 1974年  | ABC      | ゆかいなブレディー家のアニメ版 | パラマウント・テレビジョン                        | 全22話 |
| Lassie's Rescue Rangers | 1973年 – 1975年  | ABC      | 名犬ラッシーのアニメ版 | ラッシー・テレビジョン                            | 全15話 |
| Everything's Archie | 1973年 – 1974年  | CBS      | アーチー・コミック原作のテレビアニメ |                                                   |        |
| まんが宇宙大作戦 | 1973年 – 1974年  | NBC      | 宇宙大作戦のアニメ版 |                                                   | 全22話 |
| My Favorite Martians | 1973年 – 1975年  | CBS      | ブラボー火星人のアニメ版 |                                                   | 全16話 |
| Mission: Magic! | 1973年 – 1974年  | ABC      | The Brady Kidsのスピンオフ作品 | パラマウント・テレビジョン                        | 全16話 |
| The U.S. of Archie | 1974年 – 1976年  | CBS      | アーチー・コミック原作のテレビアニメ |                                                   | 全16話 |
| The New Adventures of Gilligan | 1974年 – 1975年  | ABC      | ギリガン君SOSのアニメ版 |                                                   | 全24話 |
| Shazam! | 1974年 – 1976年  | CBS      | DCコミックス「シャザム」のテレビドラマ | DCコミックス                                      | 全28話 |
| 虹をつかむネコ | 1975年 – 1976年  | NBC      | 実写とアニメを組み合わせたシリーズ番組 |                                                   | 全13話 |
| The Secrets of Isis | 1975年 - 1977年  | CBS      | DCコミックスのテレビドラマ |                                                   | 全22話 |
| ザ・ゴースト・バスターズ | 1975年 – 1976年  | CBS      | テレビドラマ、日本未放送 |                                                   | 全15話 |
| Uncle Croc's Block - Fraidy Cat - Wacky and Packy - M-U-S-H | 1975 – 1976      | ABC      | |                                                   | 全16話 |
| Tarzan, Lord of the Jungle | 1976年 - 1980年  | CBS      | エドガー・ライス・バローズ原作「ターザン」をベースとしたアニメ作品。 |                                                   | 全36話 |
| Ark II | 1976年 – 1977年  | CBS      | テレビドラマ作品 |                                                   | 全16話 |
| 電光石火バットマン | 1977年 – 1978年  | CBS      | DCコミックス作品「バットマン」をベースとしたアニメ作品 日本では「電光石火バットマン」（日本テレビ版）と「アミューズ・シアター バットマン」（テレビ東京版）で放送された日本語吹き替え版が存在する。 | DCコミックス                                      | 全16話 |
| スペース・アカデミー | 1977年 – 1979年  | CBS      | テレビドラマ |                                                   | 全15話 |
| 宇宙スーパートリオ | 1977年 – 1978年  | NBC      | |                                                   | 全13話 |
| The Batman/Tarzan Adventure Hour - Tarzan, Lord of the Jungle - 電光石火バットマン | 1977年 – 1978年  | CBS      | エドガー・ライス・バローズ原作「ターザン」、及びDCコミックス「バットマン」をベースとしたアニメ作品                                                                                                 |                                                   |        |
| The New Archie and Sabrina Hour - The Bang-Shang Lalapalooza Show (Archie) - Super Witch (Sabrina) | 1977年 – 1978年  | NBC      | アーチー・コミック原作のテレビアニメ | ザ・アーチー・カンパニー ザ・サブリナ・カンパニー | 全13話 |
| The Groovie Goolies and Friends | 1977年 - 1978年  | 番組販売 | アーチー・コミック原作のテレビアニメ これを最後にフィルメーション製作のアーチーコミックのアニメは幕を閉じた。                                                                                      |                                                   |        |
| Tarzan and Super 7 - Tarzan, Lord of the Jungle - The New Adventures of Batman - The Freedom Force - Manta and Moray - Superstretch and Microwoman - Web Woman - Jason of Star Command（テレビドラマ） | 1978年 - 1980年  | CBS      | 最初は90分番組だったが、後に60分番組に変更された。 スターコマンドのみテレビドラマで、それ以外はテレビアニメ作品。 日本ではスーパー007という題で放送された。                                        |                                                   | 全33話 |
| Fabulous Funnies - Alley Oop - Nancy - Broom-Hilda - Emmy Lou - The Captain and the Kids - Tumbleweeds                                                                                                 | 1978年 - 1979年  | NBC      | アメリカで発行された幾つかの新聞のコミック・ストリップに基づいたアニメ作品 |                                                   | 全13話 |
| The New Adventures of Mighty Mouse and Heckle & Jeckle - マイティ・マウス - ヘッケルとジャッケル | 1979年 - 1980年  | CBS      | この作品たちは元々、テリートゥーンズのアニメだった。 | バイアコム                                        | 全48話 |
| The New Adventures of Flash Gordon | 1979 - 1980 1982 | NBC      | 「フラッシュ・ゴードン」のコミックストリップに基づいたテレビアニメ。 | キング・フィーチャーズ・シンジケート              | 全32話 |
| The New Fat Albert Show - The Brown Hornet | 1979年 - 1981年  | CBS      | |                                                   | 全24話 |

#### 1980年代
| 作品名 | 年              | 放送局   | 備考 | 共同製作                         | 全話数  |
| --- | --------------- | -------- | --- | -------------------------------- | ------- |
| Batman and the Super 7 - 電光石火バットマン - Web Woman - Manta and Moray - The Freedom Force - Superstretch and Microwoman | 1980年 – 1981年 | NBC      | | DCコミックス                     |         |
| The Tarzan/Lone Ranger Adventure Hour - Tarzan, Lord of the Jungle - The Lone Ranger                                        | 1980年 - 1981年 | CBS      | 後半のローン・レンジャーは、西部劇のアニメ。                                                                                                   |                                  | 全28話  |
| トムとジェリー大行進 | 1980年 - 1982年 | CBS      | MGMで有名なキャラクター「トムとジェリー」を題材としたアニメ                                                                                    | MGMテレビジョン                  | 全15話  |
| Sport Billy | 1980年 - 1981年 | NBC      | 同名のヨーロッパコミックを題材とした作品 |                                  | 全26話  |
| Blackstar | 1981年 – 1982年 | CBS      | |                                  | 全13話  |
| The Kid Super Power Hour with Shazam! - シャザム - ヒーローハイ                                                             | 1981年 - 1982年 | NBC      | 実写が基本となり、アニメはコーナーとして放送。 日本ではシャザム!のみ放送されたが、ヒーローハイは未放送（ただしクロスオーバー回は放送された）。 | DCコミックス                     | 全26話  |
| The Tarzan/Lone Ranger/Zorro Adventure Hour - Tarzan, Lord of the Jungle - The Lone Ranger - 快傑ゾロ                       | 1981年 - 1982年 | CBS      | 怪傑ゾロのアニメ版 | トムス・エンタテインメント       | 全13話  |
| Gilligan's Planet | 1982年 – 1983年 | CBS      | 「Gilligan's Island」と「The New Adventures of Gilligan」の続編                                                                                |                                  | 全13話  |
| He-Man and the Masters of the Universe                                                                                      | 1983年 - 1985年 | 番組販売 | | マテル                           | 全130話 |
| The Adventures of Fat Albert and the Cosby Kids                                                                             | 1984年 - 1985年 | 番組販売 | |                                  | 全50話  |
| She-Ra: Princess of Power                                                                                                   | 1985年 - 1986年 | 番組販売 | | マテル                           | 全93話  |
| Ghostbusters | 1986年 - 1988年 | 番組販売 | 1975年に同社が製作していたテレビドラマの続編。                                                                                                 | トリビューン・エンターテイメント | 全65話  |
| BraveStarr | 1987年 - 1989年 | 番組販売 | フィルメーションが最後に製作したテレビアニメ作品。                                                                                             | グループ・W・プロダクション      | 全65話  |

### テレビ映画・短編・特別番組
| 作品名                                            | 年             | 放送局   | 備考 | 共同製作                             |
| ------------------------------------------------- | -------------- | -------- | ---- | ------------------------------------ |
| His Mother Marveled                               | 1963年         | 番組販売 |      | ファミリー・フィルムズ               |
| A Day at the Horse's Opera                        | 1966年         | N/A      |      |                                      |
| Dick Digit and the Jester                         | 1967年         | N/A      |      |                                      |
| Archie and his New Pals                           | 1969年9月13日  | CBS      |      |                                      |
| The Archie, Sugar Sugar, Jingle Jangle Show       | 1970年3月20日  | CBS      |      |                                      |
| Aesop's Fables                                    | 1971年10月31日 | CBS      |      | ロリマー・プロダクションズ           |
| The Brady Kids on Mysterious Island               | 1972年9月9日   | ABC      |      | パラマウント・テレビジョン           |
| Lassie and the Spirit of Thunder Mountain         | 1972年11月11日 | ABC      |      | ラッシー・テレビジョン               |
| Daffy Duck and Porky Pig Meet the Groovie Goolies | 1972年12月16日 | ABC      |      | ワーナー・ブラザース・テレビジョン   |
| Weird Harold Special: The Great Go-Cart Race      | 1973年5月4日   | NBC      |      |                                      |
| The Fat Albert Halloween Special                  | 1977年10月24日 | CBS      |      |                                      |
| The Fat Albert Christmas Special                  | 1977年12月18日 | CBS      |      |                                      |
| Treasure Island                                   | 1980年4月29日  | NBC      |      |                                      |
| A Snow White Christmas                            | 1980年12月19日 | CBS      |      |                                      |
| Oliver Twist                                      | 1981年4月14日  | NBC      |      |                                      |
| The Fat Albert Easter Special                     | 1982年4月3日   | CBS      |      |                                      |
| Flash Gordon: The Greatest Adventure of All       | 1982年8月21日  | NBC      |      | キング・フィーチャーズ・シンジケート |
| He-Man & She-Ra: A Christmas Special              | 1985年12月25日 | 番組販売 |      | マテル                               |

### 映画
| 作品名                                | 劇場公開日     | 配給                                             | 備考                                                                               | 共同製作                         |
| ------------------------------------- | -------------- | ------------------------------------------------ | ---------------------------------------------------------------------------------- | -------------------------------- |
| ジャーニー・バック・トゥ・オズ        | 1972年12月14日 | ワーナー・ブラザース （インターナショナル）      | 1962年に製作された映画。イギリスでは1972年に公開、アメリカでは1974年に公開された。 |                                  |
| Treasure Island                       | 1973年         | ワーナー・ブラザース                             |                                                                                    |                                  |
| Oliver Twist                          | 1974年7月10日  | ワーナー・ブラザース                             |                                                                                    |                                  |
| Mighty Mouse in the Great Space Chase | 1982年12月10日 | フィルメーション自身                             |                                                                                    | バイアコム                       |
| The Secret of the Sword               | 1985年3月22日  | アトランティック・リリーシング・コーポレーション |                                                                                    | マテル                           |
| ピノキオ 新しい冒険                   | 1987年12月25日 | ニューワールド・ピクチャーズ                     |                                                                                    |                                  |
| BraveStarr: The Movie                 | 1988年3月18日  | タウラス・エンターテインメント                   | 『BraveStarr: The Legend』とも呼ばれている。                                       |                                  |
| Happily Ever After                    | 1990年7月20日  | ファースト・ナショナル・プロダクション           |                                                                                    | ケル・エア・エンターテインメント |